# Saint-Flavien
Saint-Flavien är en kommun i provinsen Québec i Kanada. Den ligger i regionen Chaudière-Appalaches, i den sydöstra delen av landet, 300 km öster om huvudstaden Ottawa. Kommunen bildades 1999 genom sammanslagning av bykommunen och socknen med samma namn.